# 롱하우스

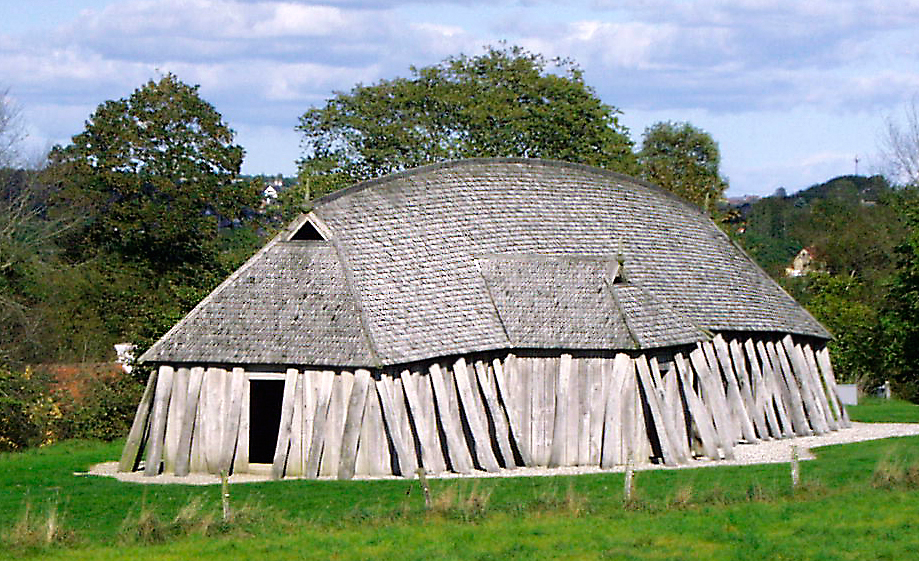
덴마크에서 재건된 바이킹 시대 롱하우스(길이 28.5m).

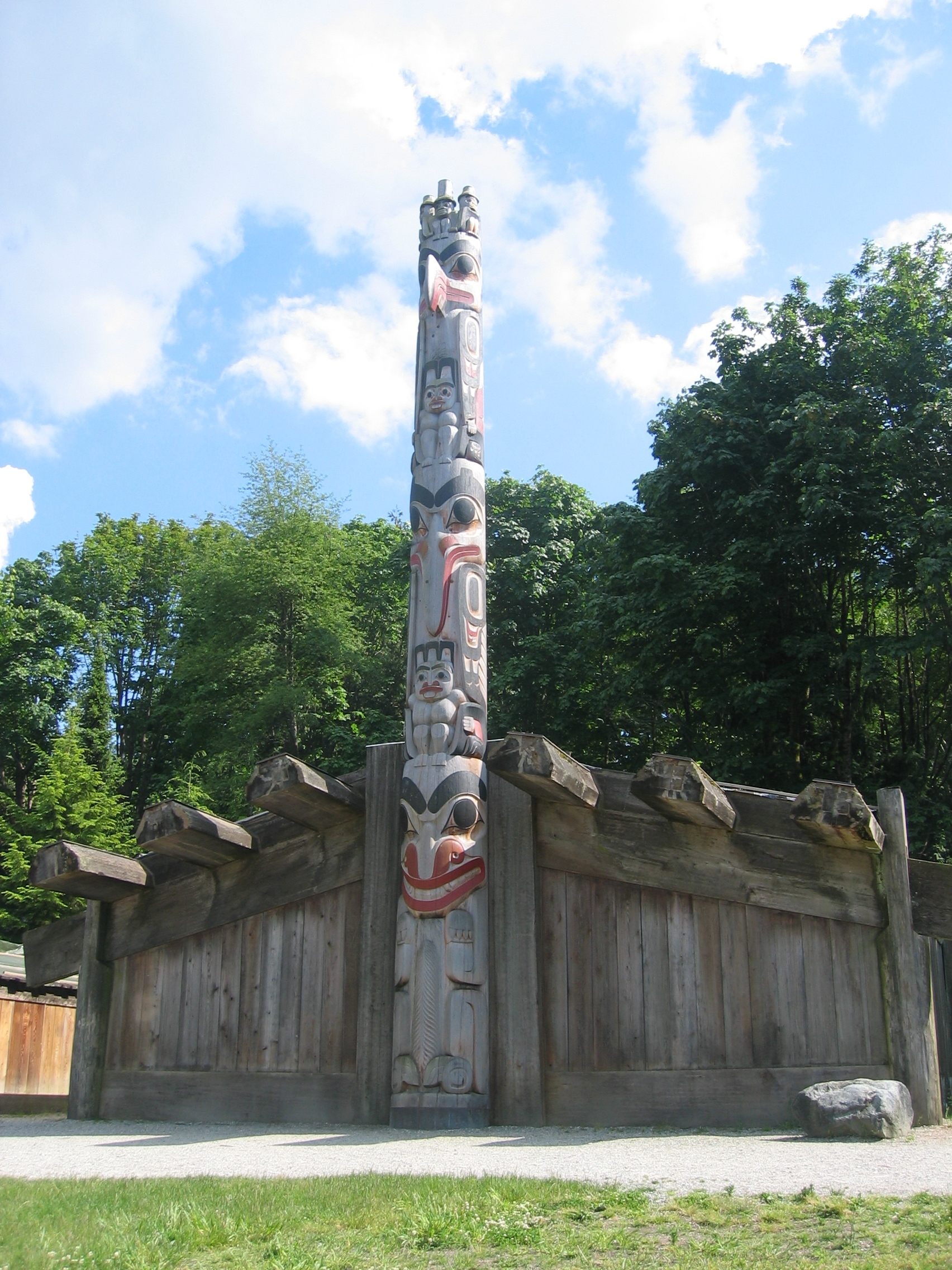
브리티시 컬럼비아 대학교 인류학 박물관의 북미 태평양 북서부 해안 양식의 롱하우스

롱하우스(Longhouse)는 아시아, 유럽 및 북아메리카를 포함한 세계 여러 지역의 사람들이 지은 길고 비례적으로 좁은 단일 방의 건축 양식이다.
대부분은 목재로 지어졌으며 종종 많은 문화권에서 가장 초기의 영구 구조를 나타낸다. 롱하우스의 유형에는 유럽의 신석기 시대의 롱하우스, 가축도 보관한 돌 중세 다트무르 롱하우스, 아메리카 원주민 사이의 다양한 문화에 의해 지어진 롱하우스의 다양한 유형들이 포함된다.

## 같이 보기
- 이글루
- 티피
- 토속건축